# Brachinus arboreus
Brachinus arboreus är en skalbaggsart som beskrevs av Louis Alexandre Auguste Chevrolat. Brachinus arboreus ingår i släktet Brachinus och familjen jordlöpare. Inga underarter finns listade i Catalogue of Life.